# Philippe Hayat
Pour les articles homonymes, voir Hayat.
 (août 2020).
Si vous disposez d'ouvrages ou d'articles de référence ou si vous connaissez des sites web de qualité traitant du thème abordé ici, merci de compléter l'article en donnant les références utiles à sa vérifiabilité et en les liant à la section « Notes et références ».
Philippe Hayat (né le 24 septembre 1964) est un entrepreneur et écrivain français. Il est le fondateur de l'association 100 000 entrepreneurs.

## Biographie
Diplômé de l’École polytechnique et de l’École supérieure des sciences économiques et commerciales (ESSEC), il commence sa carrière comme consultant en management chez KPMG,.
Entre 1994 et 1999, il reprend l'entreprise familiale créée par son grand-père Les Bâches de France, qui sous sa direction multiplie son chiffre d'affaires par cinq, puis il la revend,,. Il cofonde en 2000, avec Marc Fournier et Xavier Lorphelin, Kangaroo Village, un incubateur d'entreprises qui gère des participations dans six start-up, dont deux font une sortie industrielle complète,,. En 2002, Kangaroo Village est vendu à Société Générale Asset Management (SGAM). Il devient alors responsable du pôle technologique chez SGAM, où, entre 2003 et 2007, il gère avec Maurizio Arrigo et appuyé par Marc Fournier et Xavier Lorphelin un portefeuille de quatre-vingts entreprises des secteurs high-tech et internet. En 2004, il reprend la société Architel, spécialiste de l'archivage,. En parallèle, il enseigne à l'ESSEC et y fonde avec son frère Serge Hayat la filière « Entrepreneuriat ». En 2008, il crée également une filière de ce type à Sciences Po,, où il est professeur.
En 2007, Philippe Hayat lance l'association 100 000 entrepreneurs, sous l'égide du think tank Club Horizon. Cette association d’intérêt général vise à transmettre l’envie d’entreprendre aux jeunes, de la 3e à l’enseignement supérieur, par des témoignages d’entrepreneurs dans les établissements scolaires.
En 2007, il rassemble avec Marc Fournier et Xavier Lorphelin 100 millions d'euros provenant pour moitié d'entrepreneurs et pour moitié d'institutionnels. Les trois hommes fondent alors en 2008 le fonds d’investissement Serena Capital qui finance des PME qui ne sont pas encore rentables mais dont Serena estime qu'elles ont un potentiel de forte croissance.
En 2013, il est chef de file d'un des groupes de travail des Assises de l'Entrepreneuriat, une initiative publique pilotée par la ministre Fleur Pellerin, qui a réuni des entrepreneurs ainsi que des organisations syndicales et patronales. Les groupes de travail doivent fournir des propositions dans le cadre du Pacte national pour la croissance, la compétitivité et l'emploi de 2012,,.

## Publications
- Entreprenez ! À l'indignation, préférez l'action, L'Archipel, 2012.
- Momo des Halles, Pocket, 2014, lauréat du Festival du premier roman de Chambéry.
- L'avenir à portée de main, Allary éditions, 2015.
- Où bat le cœur du monde, Calmann-Lévy, 2019. Prix Filigranes 2019[14].